# Gastronomia de Moldàvia

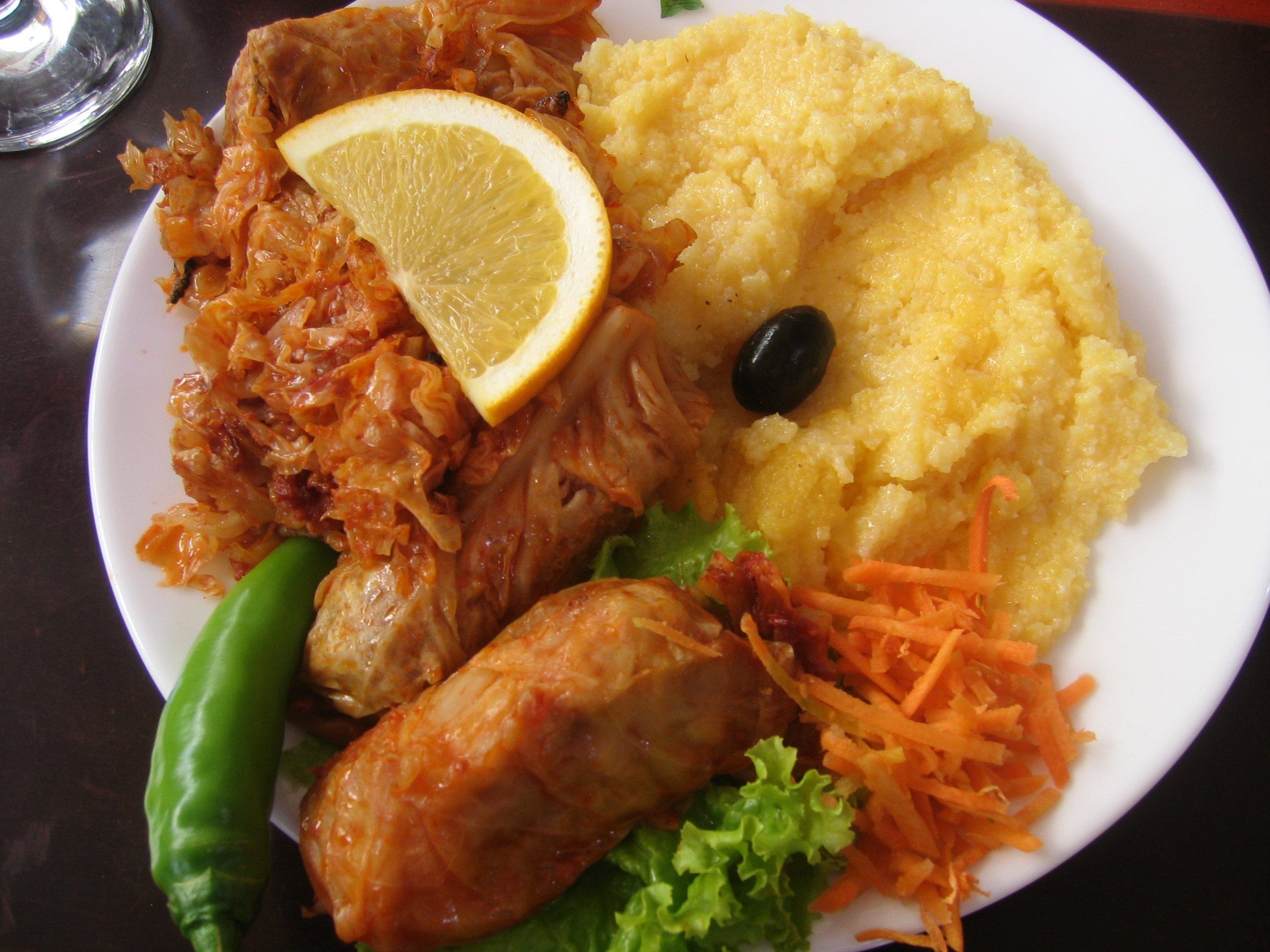
Un popular plat moldeu de sarmale (rotllos de col farcits), acompanyat de xucrut i mamaliga

La gastronomia de Moldàvia és l'estil de cuina tradicional de la gent de la República de Moldàvia i la seva regió independent de Transnístria. Es compon principalment d’ingredients com vedella, porc, patates, col i una gran varietat de cereals. La cuina local és molt similar a la romanesa i també s'inspira en elements d'altres cuines de la regió, incloses les gregues, poloneses, ucraïneses i russes, amb una gran influència deixada per la cuina otomana.

## Antecedents
El sòl fèrtil de Moldàvia (txernozem) produeix abundants raïms, fruites, verdures, cereals, carn i productes lactis, que han trobat el seu ús a la cuina nacional. El sòl negre fèrtil combinat amb l’ús de mètodes agrícoles tradicionals permet el creixement d’una àmplia gamma d’aliments a Moldàvia.

## Plats
Potser el plat moldau més conegut és un plat romanès conegut, mamaliga (una farina de blat de moro o farinetes). Es tracta d’un menjar similar a la polenta bàsica a la taula de Moldàvia, que serveix com a acompanyament de guisats i plats de carn o guarnit amb mató, crema agra o pell de porc. Les delícies regionals inclouen el brânză (un formatge salat) i el friptură (un estofat de xai o cabra). La majoria dels àpats acompanyen vins locals.
Els plats tradicionals per a la cuina moldava són plats que combinen diverses verdures, com ara tomàquets, pebrots, albergínia, col, mongetes, cebes, alls i porros. Les verdures s'utilitzen en amanides i salses i es couen al forn, al vapor, en escabetx (anomenades murături), salades o marinades.
Els diversos tipus de borș (ciorbă) inclouen una àmplia gamma de sopes amb un característic sabor àcid. Poden ser sopes de carn i verdures, o sopes de peix, totes agredides pel borș (tradicionalment elaborat a partir de segó) o suc de llimona. La sopa de pollastre amb carn, coneguda com zeamă, és molt popular.
Els productes carnis ocupen un lloc especial a la cuina tradicional moldava, sobretot com a aperitiu o el primer plat. Carn de porc, carn de vaca i mandonguilles (coneguts com a pârjoale i chiftele) rostits a la graella o al vapor són comuns. La carn i el peix es marinen sovint i després es fan a la planxa.
Els plats tradicionals de vacances inclouen rotlles de col farcits amb carn picada (coneguts a Moldàvia / Romania com a "sarmale" i a Turquia com a "dolma"), pilav (un plat d'arròs), gelatina de porc, fideus, pollastre, etc. La taula de vacances sol decorar-se amb forns, com ara rebosteria, pastissos i panets amb diversos farcits (formatges, fruites, verdures, nous, etc.), coneguts també a Romania com cozonac, pască, brânzoaice (Poale-n brâu), sfințișori, papanași, colaci, colțunași i cornulețe.
En determinades zones, la cuina de diverses minories ètniques és predominant. A les zones orientals, els ucraïnesos mengen borsx; al sud, els búlgars de Bessaràbia serveixen la mangea tradicional (pollastre amb salsa), mentre que els gagaüsos preparen shurba, una sopa de xai; a les comunitats russes, els pelmeni (boletes farcides de carn) són populars. Diversos plats servits a la taula de la nit de Cap d’Any inclouen plats d’influència russa, com ara la shuba i la salată de boeuf.

Altres plats molt populars inclouen una variant de pierogi anomenada colțunași, farcida de formatge blanc fresc (colțunași amb brînză), carn (colțunași amb carn) o cireres.

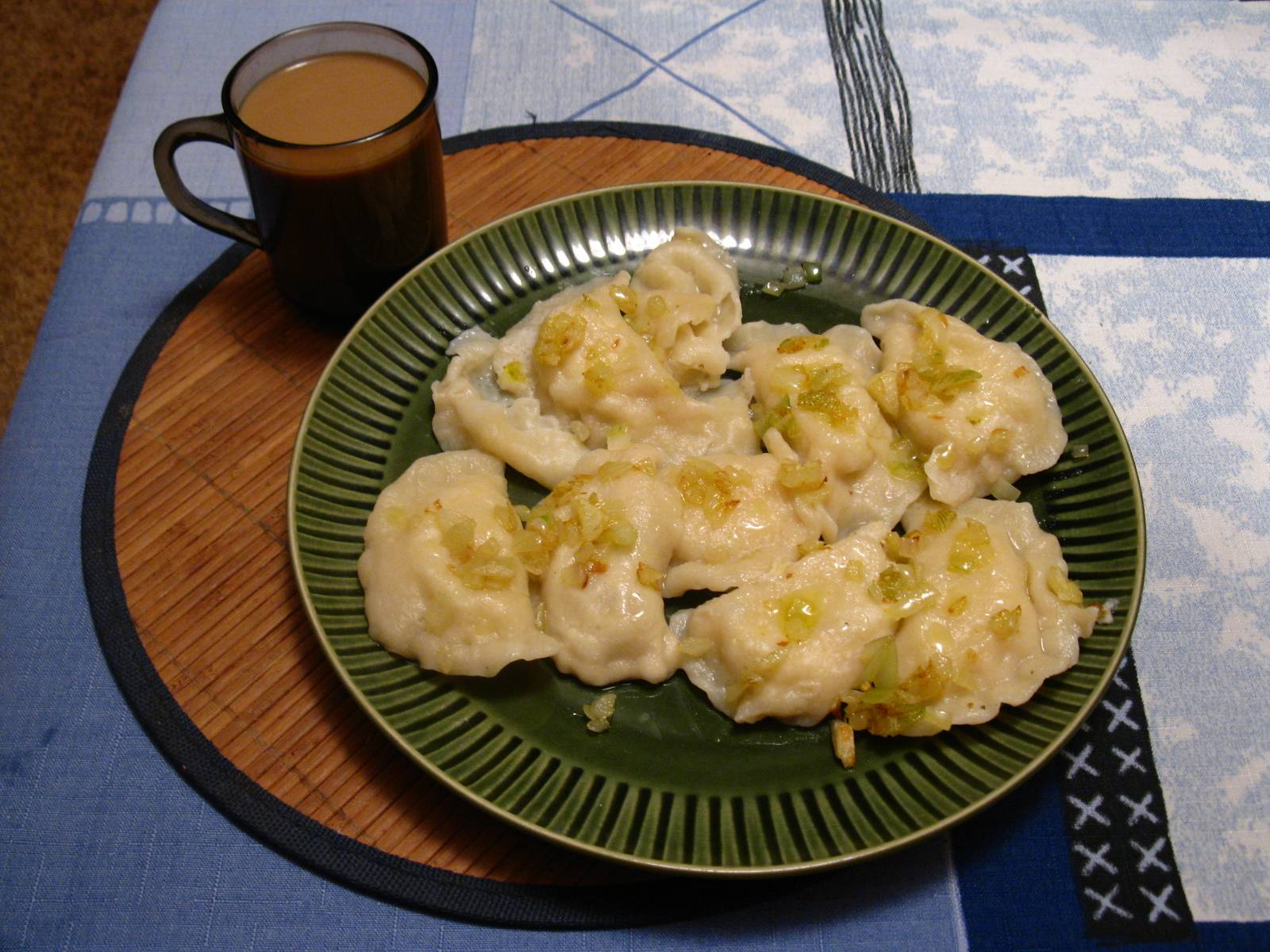
Borș de burechiușe
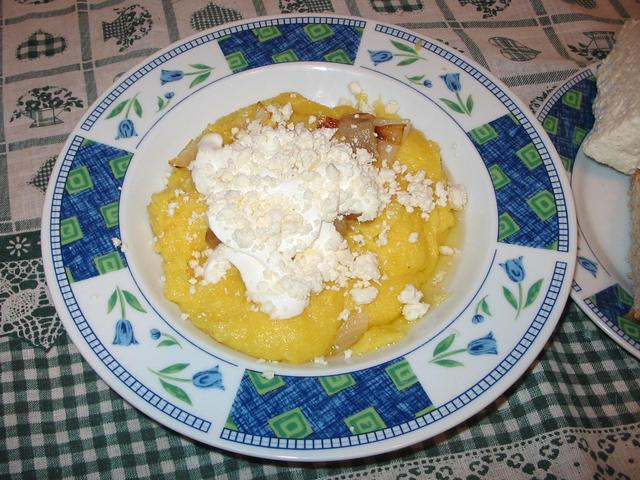
Mamaliga amb formatge i greixos
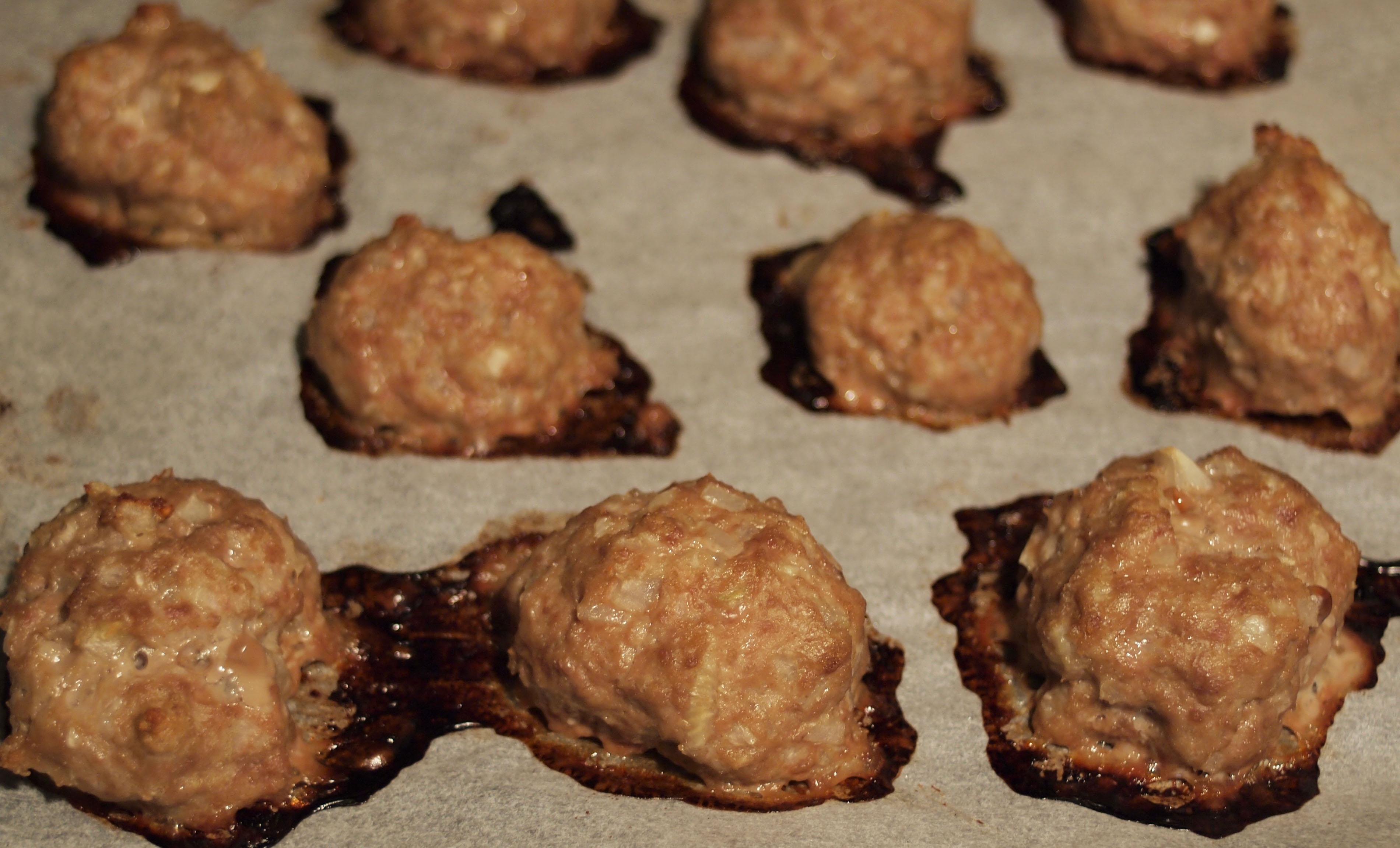
Mandonguilles (chiftele)
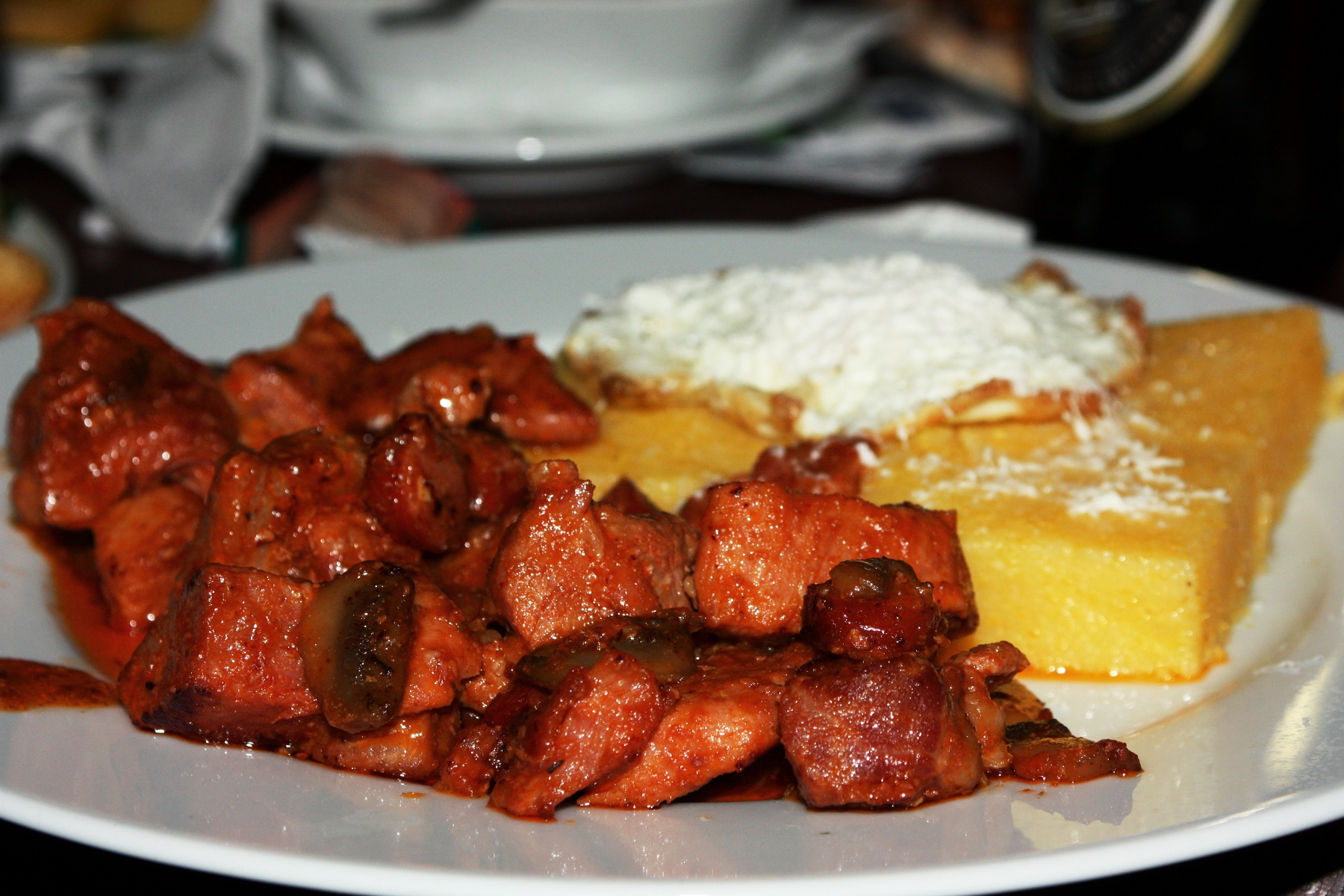
Tochitură
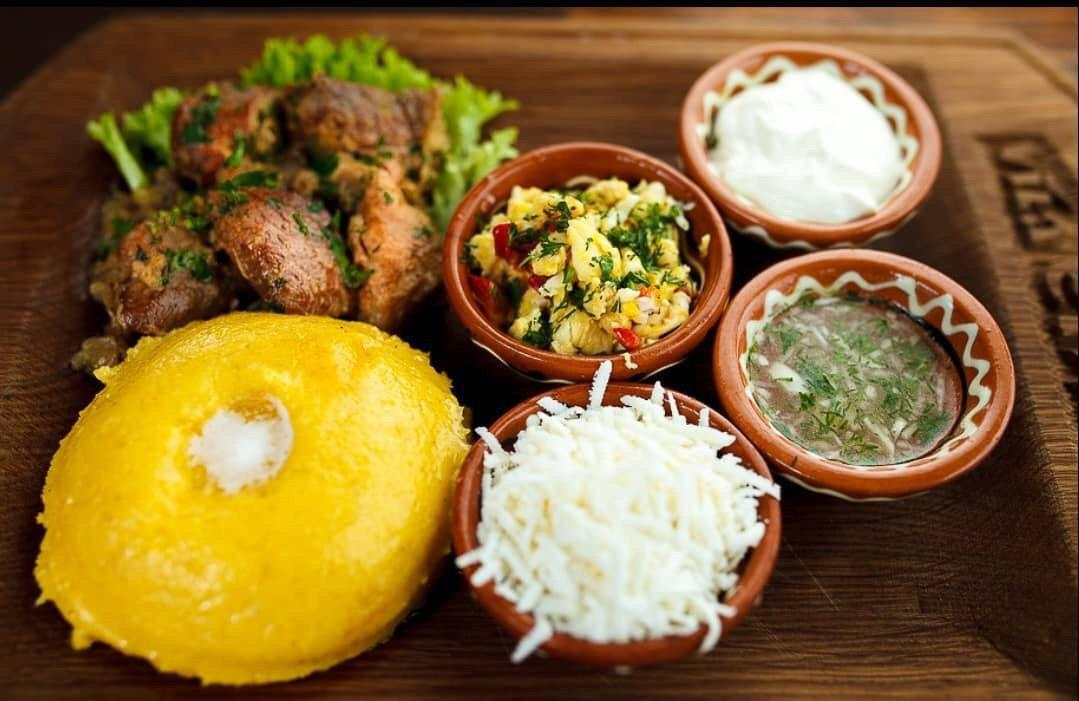
mamaliga

## Begudes
Les begudes no alcohòliques inclouen compota de fruites compotes i sucs de fruites. Les begudes alcohòliques populars són el divin (brandi moldau), la cervesa i el vi local.
El raïm europeu s'utilitza en la vinificació. Els raïms més populars són el Sauvignon, el Cabernet i el Muscat. Les principals varietats domèstiques de Moldàvia inclouen Fetească, Rara neagră i Busuioacă albă.
El vi escumós té un lloc especial a la cuina moldava. El país produeix grans quantitats de vins escumosos blancs i rosats clàssics, així com vins escumosos negres que es van introduir originalment a Moldàvia. Els vins escumosos més famosos són els elaborats al celler Cricova. Les marques conegudes de vins escumosos de Moldàvia són Negru de Purcari, Moldàvia, Chişinău, Cricova, Muscat spumant, National, Nisporeni, etc. S'elaboren a partir d’una àmplia gamma de varietats de raïm europees, incloent-hi Chardonnay, Pinot blanc, Pinot gris, Pinot menie, Sauvignon, Aligote, Traminer rosa, Muscat blanc, Cabernet Sauvignon i Pinot noir. La varietat local Feteasca Albă, també utilitzada en vins escumosos, s'ha cultivat a Moldàvia des de l’antiga Dàcia.

## Segells de correus

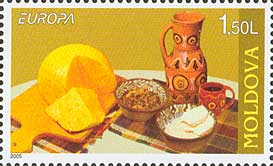
Bolet de blat de moro, formatge d’ovella i retalls.
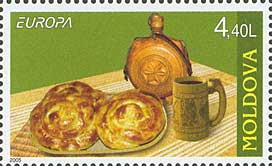
Invârtită (menjar específic moldau) farcit de formatge.